# Flor Romero
Flor Romero (La Paz de Calamoima, Guaduas, Cundinamarca, 5 de marzo de 1933-Bogotá, 19 de febrero de 2018) fue una escritora y periodista colombiana.

## Carrera
Romero estudió periodismo en la Pontificia Universidad Javeriana de la ciudad de Bogotá. Inicialmente se desempeñó como reportera para el periódico El Espectador, además de dirigir la sección infantil del mismo. Uno de sus cuentos, Llanto verde, fue publicado por el periódico El Tiempo en 1950.
Luego de su experiencia de ocho años en El Espectador fundó la revista Mujer en 1960, de la cual fue directora hasta 1974. La publicación estaba dedicada a las mujeres y a sus logros en la sociedad. En 1962 escribió su primera novela, 3 kilates y 8 puntos. Luego escribe las novelas Mi Capitán Fabián Sicachá y Triquitraques del trópico, ambas reconocidas por la crítica y finalistas del premio Planeta de España. En 1974 viajó a París para desempeñarse como primera Consejera de la Embajada de Colombia en Francia. Entre 1982 y 1986 se encargó de las relaciones públicas de la Federación Nacional de Cafeteros en la capital francesa.
En 1966 fundó junto a un grupo de escritores de varias nacionalidades la UNEDA (Unión de escritores de América). Publicó otras novelas como Los sueños del poder, Malitzín, la princesa Regalada y Yo, Policarpa; colecciones de cuentos como Espérame en el cielo, corazón; libros biográficos como Mujeres en Colombia, Manuel Elkin Patarroyo, un nuevo continente de la ciencia y Gabriel Figueroa, hacedor de imágenes, además de varios ensayos.

## Fallecimiento
La escritora falleció el 19 de febrero de 2018 en la ciudad de Bogotá a los 85 años de edad.

## Obra
Novelas
- 3 kilates 8 puntos (1966)
- Mi capitán Fabián Sicachá (1968)
- Triquitraques del trópico (1972)
- Los sueños del poder (1978, reedición en 2006 como: La presidenta)
- La calle ajena (1992)
- Yo, Policarpa (1995) (reediciones en 2003, 2008 y 2010)
- Aventuras de Aitana en al amazonas (1999)
- Malitzín, la princesa regalada (1999)
- Detrás del antifaz (2008. primera parte del tríptico novelesco: Una mujer entre dos junglas)
- El hechizo del destino (2009, segunda parte del tríptico novelesco: Una mujer entre dos junglas)
- París, la bienamada (2011, tercera parte del tríptico novelesco: Una mujer entre dos junglas)

Periodismo
- Mujeres en Colombia (en coautoría con Gloria Pachón Castro) (1961)
- López: polémico y polemista (1989, reedición en 2003 como: Alfonso López de cerca)
- Manuel Elkin Patarroyo: un nuevo continente de la ciencia, conversaciones (1994)
- Gabriel Figueroa: hacedor de imágenes, conversaciones (1998)

Divulgación
- El dorado-café (1988)
- Diosas de tempestad: la mujer precolombina (2001)
- Mujeres inolvidables (2006)

Libros de cuentos
- La ruta de Eldorado (1978)
- Los tiempos del deslumbramiento (1986)
- El ombligo de la luna... y otros cuentos míticos mexicanos (1989)
- Mitos, ritos y leyendas contados por Flor Romero (1992)
- Espérame en el cielo, corazón (1995)
- El día que condoresa extravió su plumaje: cuentos míticos (1998)
- El mohán enamorado (y otros cuentos míticos) (1998)
- Andrea descubriendo el mundo (2000)
- La cueva de los 8 encantamientos: relatos para niños (2000)
- Así amaneció en Siboney y otros cuentos del Caribe (2001)
- Cuentos de Mariquita (2001)
- Un libro para soñar: cuentos para niños (2002)
- Dos mil tres lunas: mitos, ritos y leyendas de América (2003)
- La era de la eterna mirada: mitos, ritos y leyendas de América (2004)
- Pachacutéc, el rey sol (2004)
- Quetzalcoátl el de la barba de ardilla, a los niños de América (2004)
- La laguna encantada de Iguaque: Cuentos míticos colombianos (2004)
- Escrito en oro: cuentos míticos de Cundinamarca (2005)
- El gran festín del cóndor de los Andes (2005)
- Cuentos ecológicos (2005)
- Mi Yurupary (2005)
- La ensoñación (2006)
- El tesoro del Zipa (2006)
- El hombre caimán (2006)
- El árbol de la vida de los Piaroa (2007)
- Amores con llanto (2007)
- Dos mil tres lunas: antología de cuento mítico de América (2007)
- El fuego sagrado del colibrí, seguido de: El pato y la canoa (2008)
- América cuenta sus mitos: historias, fábulas y leyendas ancestrales del continente (2009)
- El amor es un mito (2012)
- No me mates ¡Te amo! (2015)
- Taikú, el dios de la orfebrería (2016)